# Коловодник аляскинський
Коловодник аляскинський (Tringa incana) — вид сивкоподібних птахів родини баранцевих (Scolopacidae).

## Поширення
Гніздиться на Алясці та західному узбережжі Канади. Зимує в Центральній Америці, на островах Океанії і в Австралії. Цей птах відомий грандіозним розмахом своїх сезонних міграцій, які перетинають Тихий океан. З вельми обмеженої області гніздування на Алясці, на зиму вони розлітаються на численні острови Океанії і добираються навіть до Великого бар'єрного рифу.

## Опис
Має порівняно довгі ноги та дзьоб. Довжина тіла дорослої птиці від 26 до 30 см, розмах крил 55-70 см, вага тіла від 90 до 125 г. Забарвлення неоднорідне, спина, крила і верхні хвостові пера пісочно-сірого кольору, черевце і подхвостя білі з численними коричневими смугами.

## Спосіб життя
Гніздяться в ямках серед каменів неподалік від гірських річок і струмків. Деякі гнізда позбавлені спеціальної вистилки, інші вистелені корінцями, травою і дрібними гілочками. Про гніздування цього виду мало що відомо, описано всього декілька його гнізд. Відкладає чотири зеленкуваних яйця. Зимує на кам'янистих узбережжях і рифах. Живиться дрібними безхребетними (комахами, молюсками, ракоподібними, хробаками), рідше рослинною їжею.